# Півонія молочноквітова
Піво́нія молочноквітова (лат. Paeonia lactiflora) — це декоративна рослина, один з найпопулярніших видів півоній, відома своєю витривалістю та ефектним цвітінням.

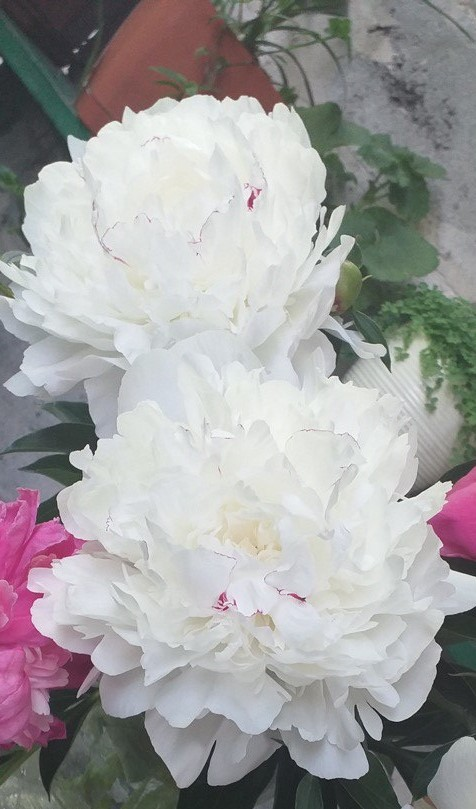
Півонія молочноквітова

## Опис
Півонія молочноквітова — трав'янистий багаторічник, що досягає висоти до 1 метра. Рослина має міцні гнучкі стебла та складні листки, які змінюють своє забарвлення на червоний восени. Квіти цієї півонії — великі, сніжно-білі з жовтою серединкою, іноді досягають діаметра 20 см, мають ледь вловимий аромат. Рослина морозостійка та добре переносить спеку.

## Походження
Півонія молочноквітова походить зі Стародавнього Китаю, де її вирощували як імператорську рослину. В минулому її вирощування було заборонено простим людям.

## Використання
Півонія молочноквітова використовується для оформлення ландшафтних композицій, у поодиноких посадках на газонах та в композиціях з іншими рослинами. Її популярні декоративні сорти підходять для вирощування на зріз, зокрема:
- Білі та світло-рожеві: «Чарівність», «Дюшес де Немур», «Леді Ліберті».
- Кремові: «Сара Бернард», «Сорбет».
- Жовті: «Прімавері», «Голд майн».
- Насичені рожеві та бордові: «Канзас», «Ред дабл», «Розеа».

## Догляд
Півонія молочноквітова невибаглива у вирощуванні та витривала. Вона віддає перевагу добре освітленим ділянкам, але добре росте і в напівтіні. Рослина чутлива до вологості ґрунту, тому полив має бути помірним, а застій води може призвести до загибелі коріння.

## Розмноження
Рослину розмножують діленням куща. Кущі можна ділити кожні кілька років для омолодження і кращого цвітіння.